# 몫군
몫군(-群, 영어: quotient group) 또는 상군(商群)은 수학의 군론에서 어떤 군의 정규 부분군의 잉여류들이 이루는 군이다. 몫공간이나 몫환과 같이 군에 동치관계를 줘서 몫을 취하는 연산이다. 예를 들어 n의 배수로 다른 요소를 식별하고 그러한 각 등급(합동류로 알려져 있음)에서 작동하는 그룹 구조를 단일 개체로 정의함으로써 추가되는 정수의 그룹에서 모듈러 산술로 n의 순환군을 얻을 수 있다.
몫군에서 항등원의 동치관계는 항상 원래 집단의 정규 부분군이며 다른 동치관계는 정확히 그 정규 부분군의 잉여류이다. 결과 몫은 {\displaystyle G/N}으로 표기되는데 여기서 {\displaystyle G}는 원래 군이고 {\displaystyle N}은 정규 부분군이다. 이러한 표기 방식은 1889년에 오토 횔더에 의해 제안되어 처음 등장했다. 이러한 결과 몫은 "G mod N"으로 표기하는데 여기서 "mod"는 modulo(모듈러 산술)의 줄임말이다.
몫군의 중요성은 군 준동형사상과의 관계에서 비롯된다. 1번째 동형 정리에서는 동형인 특정한 군 {\displaystyle G}의 상은 항상 {\displaystyle G}의 몫에 이형성이 있다고 기술하고 있다. 구체적으로는 동형인 특정한 군 {\displaystyle G}의 상은 {\displaystyle \ker \varphi } 아래에 있는 핵을 나타내는 {\displaystyle G/\ker \varphi }에 이형성이 있다.
몫군의 쌍대 개념은 부분군이며 이것은 더 큰 군에서 더 작은 군을 형성하는 2가지 주요한 방법이다. 모든 정규 부분군에는 그에 대응하는 몫군이 존재하는데, 이 몫군은 더 큰 군에서 부분군 요소 간의 구분을 제거함으로써 만들어진다. 범주론에서 몫군은 부분 대상의 쌍대인 몫 대상의 한 예이다.

## 정의
군 {\displaystyle G}와 부분군 {\displaystyle H}, 원소 {\displaystyle a\in G}가 주어지면 대응되는 왼쪽 잉여류 {\displaystyle aH:=\{ah:h\in H\}}를 고려할 수 있다. 잉여류는 군의 자연스러운 부분집합이다. 예를 들어 일반적인 덧셈으로 정의된 정수의 아벨 군 {\displaystyle G}와 짝수 정수의 부분군 {\displaystyle H}를 생각하자. 그러면 정확히 2개의 잉여류가 있는데 짝수의 집합인 {\displaystyle 0+H}와 홀수의 집합인 {\displaystyle 1+H}이다. (여기서 우리는 군의 이항 연산을 위해 곱셈 대신 덧셈 표기법을 사용하고 있다.)
일반 부분군 {\displaystyle H}의 경우, 가능한 모든 잉여류의 집합인 {\displaystyle \{aH:a\in G\}}에서 호환되는 군 연산을 정의하는 것이 바람직하다. 이는 {\displaystyle H}가 정규 부분군일 때 가능하다. 아래를 참조하라. 군 {\displaystyle G}의 부분군 {\displaystyle N}이 있을 때, 모든 {\displaystyle a\in G}에 대해 {\displaystyle aN=Na}라면 N을 정규 부분군이라고 한다.의 정규 부분군은 {\displaystyle N\triangleleft G}로 표시된다.

### 정의
이 군 G의 정규 부분군이라고 하자. 집합 G/N을 G속의 N의 모든 왼쪽 잉여류의 집합으로 정의한다. 즉, G/N = {aN : a ∈ G}이다. e ∈ N이므로 a ∈ aN이다. 잉여류의 집합 G/N에서 이항 연산을 다음과 같이 정의한다. g/N의 각 aN과 bN에 대해 aN과 bN, (aN)(bN)의 곱은 (ab)N이다. 이것이 잘 정의되는 이유는 (ab)N이 각 왼쪽 잉여류의 대표원인 a와 b의 선택에 의존하지 않기 때문이다. 이를 증명하기 위해 어떤 x, y, a, b ∈ G에 대해 xN = aN, yN = bN이라고 가정하자. 그러면 (ab)N = a(bN) = a(yN) = a(Ny) = (aN)y = (xN)y = x(Ny) = x(yN) = (xy)N이 된다.
이는 N이 정규 부분군이라는 사실에 의존한다. 이 조건이 충분할 뿐만 아니라 G/N의 연산을 정의하는데도 여전히 필요하다는 것을 보여야 한다. 그것이 필요하다는 것을 보여주기 위해 우리는 G의 부분군 N에 대해 연산이 제대로 정의되었다고 간주한다. 즉 모든 x, y, a, b ∈ G에 대해 xN = aN, yN = bN이면 , (ab)N = (xy)N이다. n ∈ N, g ∈ G라 하자. eN = nN이므로 gN = (eg)N = (ng)N이다. 여기서 gN = (ng)N ⇔ N = g−1(ng)N ⇔ g−1ng ∈ N ∀ n ∈ N, g ∈ G이라는 등식이 나온다. 따라서 N은 G의 정규 부분군이 된다.
또한 G/N에 대한 연산이 항상 결합성이 있는지 확인할 수 있다. G/N은 식별 요소 N을 가지며 요소 aN의 역행은 항상 a−1N으로 나타낼 수 있다. 따라서, 집합 G/N과 (aN)(bN) = (ab)N에 의해 정의된 연산을 함께 사용하여 G의 몫군을 형성한다. N의 정규성 때문에 G에서 N의 왼쪽 잉여류와 오른쪽 잉여류는 동일하므로 G/N은 G에서 N의 오른쪽 잉여류의 집합으로 정의될 수 있었다.

### 예: 6을 법으로 하는 덧셈
예를 들어 6을 법으로 하는 덧셈이 주어진 군G = {0, 1, 2, 3, 4, 5}를 생각해 보자. 여기서 부분군 N = {0, 3}을 생각하자. G가 아벨 군이므로 이는 정규 부분군이다. 그러면 (왼쪽) 잉여류의 크기는 3이다.
G/N = { a+N : a ∈ G } = { {0, 3}, {1, 4}, {2, 5} } = { 0+N, 1+N, 2+N }.
위에서 정의한 이항 연산은 이 집합을 몫군으로 알려진 그룹으로 만들고 이 경우 순서 3의 순환군과 동형이다.

## "몫"이라는 이름에 대한 동기 부여
{\displaystyle G/N}이 몫군이라고 불리는 이유는 정수의 나눗셈에서 비롯된다. 12를 3으로 나누면 12개의 대상을 3개의 대상으로 구성된 4개의 부분 모임으로 다시 묶을 수(regroup) 있기 때문에 4라는 답이 나온다. 비록 우리가 숫자 대신에 최종적으로 군을 얻지만, 군은 임의적인 대상의 모임보다 더 많은 구조를 갖고 있기 때문에 몫군을 같은 관점으로 볼 수 있다.
상술하자면, {\displaystyle G/N}을 {\displaystyle G}의 정규 부분군 {\displaystyle N}과 함께 볼 때 {\displaystyle N}의 구조는 {\displaystyle G}를 자연스럽게 "다시 묶는데(regroup)" 이것이 {\displaystyle G} 속의 {\displaystyle N}의 잉여류들이다. 우리가 숫자 대신 군과 정규 부분군을 갖고 시작했으므로 최종적으로 얻는 몫군은 단지 잉여류의 개수보다 더 많은 정보, 다시 말해 군 구조 자체를 가진다.

## 예

### 짝수와 홀수인 정수
정수 군 Z (아래에 추가 설명이 나와 있음) 모든 짝수인 정수로 부분군 2Z를 고려한다. Z는 아벨 군이기 때문에 정규 부분군이 된다. 짝수인 정수와 홀수인 정수의 집합, 2개의 잉여류만 존재하기 때문에 소수군 Z/2Z는 2개의 요소를 가진 순환군이다. 이러한 몫군은 추가 모듈 2가 있는 {0,1}과 동형이다. 비공식적으로 Z/2Z는 추가 모듈 2가 있는 집합 {0,1}과 "동일하다"고 말할 수 있다.
추가 설명 예제...
{\displaystyle 2}로 나눌 때 {\displaystyle m\in \mathbb {Z} }의 나머지를 {\displaystyle \gamma (m)=}로 하자.
그렇다면 {\displaystyle m}이 짝수일 때는 {\displaystyle \gamma (m)=0}이고 {\displaystyle m}이 홀수일 때는 {\displaystyle \gamma (m)=1}이다.
{\displaystyle \gamma }의 핵인 {\displaystyle \gamma }의 정의에 의해,
ker({\displaystyle \gamma }) {\displaystyle =\{m\in \mathbb {Z} :\gamma (m)=0\}}는 모든 짝수의 집합이다.
{\displaystyle H=} ker({\displaystyle \gamma })로 하자.
그렇다면 {\displaystyle H}는 부분군이 된다. 왜냐하면 {\displaystyle \mathbb {Z} }의 항등식, 즉 {\displaystyle 0}는 {\displaystyle H}에 있기 때문이다.
짝수인 정수 간의 합은 짝수이므로 {\displaystyle m}과 {\displaystyle n}이 {\displaystyle H}에 있으면 {\displaystyle m+n}이 {\displaystyle H}에 있다(닫힘).
그리고 {\displaystyle m}이 짝수이면 {\displaystyle -m}도 짝수이므로 {\displaystyle H}는 그 역수를 포함한다.
{\displaystyle a\in \mathbb {Z} }에 대해 {\displaystyle \mu :}{\displaystyle \mathbb {Z} } / H{\displaystyle \to \mathbb {Z} _{2}}를 {\displaystyle \mu (aH)=\gamma (a)}로 정의한다.
또한 {\displaystyle \mathbb {Z} } / H은 왼쪽 잉여류의 몫군({\displaystyle \mathbb {Z} } / H{\displaystyle =\{H,1+H\}}이다.
우리가 정의해 온 방법으로 {\displaystyle \mu }, {\displaystyle \mu (aH)}는 {\displaystyle a}가 홀수이면 {\displaystyle 1}이고 {\displaystyle a}가 짝수이면 {\displaystyle 0}이다.
따라서 {\displaystyle \mu }는 {\displaystyle \mathbb {Z} } / H에서 {\displaystyle \mathbb {Z} _{2}}로 동형이다.

### 정수 분할의 나머지
마지막 예제를 약간 일반화한다. 다시 한번 더 추가하는 정수인 군 Z을 고려한다. 그런 다음에 n이 임의의 양의 정수가 되도록 한다. 우리는 모든 n의 배수로 구성된 Z의 부분군인 nZ를 고려할 것이다. Z는 아벨 군이기 때문에 Z에서는 다시 한번 Z가 정상이다. 잉여류는 {nZ, 1+nZ, ..., (n−2)+nZ, (n−1)+nZ} 집합입니다. 정수 k는 잉여류 r+nZ에 속하며 여기서 r은 k를 n으로 나눌 때의 나머지이다. 몫 Z/nZ는 "나머지" 모듈 그룹으로 간주할 수 있다. 이것은 n의 순환군이다.

### 복소수 상에서의 1의 거듭제곱근

1의 12 제곱근의 군 G 위에 1의 4제곱근의 군 N으로 잡은 잉여류의 모음.

복소수 단위원의 점인 1의 12 제곱근은 곱셈 아벨 군 G를 형성하며 오른쪽 그림에는 각 점의 숫자가 복소수 편각을 표시한 색을 띤 공으로 표시했다. 빨간색 공으로 표시된 1의 4제곱근으로 구성된 부분군 N을 고려하자. 이 정규 부분군은 전체 군을 빨간색, 녹색 및 파란색으로 표시된 세 개의 잉여류로 분할한다. 잉여류가 3종류의 원소(파란색 원소와 빨간색 원소의 곱은 파란색, 파란색 원소의 역원은 녹색 등)로 이루어진 것을 확인할 수 있다. 따라서 몫군 G/N은 3가지 색상으로 이루어진 군이며 원소 셋을 가진 순환군임을 보였다.

### 정수에 대한 실수 모듈
덧셈 연산 하에서의 실수 R의 군과 정수 부분군 Z를 고려하자. R에서 Z의 각 잉여류는 a+Z 형식의 집합인데 여기서 a는 실수이다. a1 and a2의 비정수 부분이 같을 때 a1+Z와 a2+Z는 동일한 집합이기 때문에 의미 변환 없이 제한된 0 ≤ a < 1을 부과할 수 있다. 그러한 잉여류를 추가하는 것은 해당하는 실제 숫자를 더하고 결과가 1보다 크거나 같으면 1을 빼는 것으로 이루어진다. 몫군 R/Z는 곱셈에서 절댓값 1의 복소수 군인 원군과 동형이며 그에 따라 원점에 대한 2D 회전군인 특수 직교군 SO(2)와 동형이다. 동형성은 f(a+Z) = exp(2πia)에 의해 주어진다(오일러 항등식 참고).

### 실수의 행렬
만약 G가 가역 가능한 3 × 3 실수 행렬의 군이고 N이 행렬식 1을 가진 3 × 3 실수 행렬의 부분군이라면 N은 G에서 정규적이다. 이는 행렬식 동형의 핵이기 때문이다. N의 잉여류는 주어진 행렬식을 가진 행렬의 집합이다. 따라서 G/N은 영점이 아닌 실수의 곱셈 군과 동형이다. '군 'N은 특수 선형군 SL(3)로 알려져 있다.

### 정수 모듈식 산술
아벨 군 Z4 = Z/4Z(즉 추가 모듈 4가 있는 집합 { 0, 1, 2, 3 }과 해당 부분군 { 0, 2 }를 고려한다. 몫 군 Z4/{ 0, 2 }은 { { 0, 2 }, { 1, 3 } }인데 이는 항등식 요소가 { 0, 2 }이고 군 작업이 { 0, 2 } + { 1, 3 } = { 1, 3 }인 군이다. 하위 그룹 { 0, 2 } 및 할당 그룹 { { 0, 2 }, { 1, 3 } }은 Z2와 동형이다.

### 정수 곱셈
곱셈 군 {\displaystyle G=\mathbf {Z} _{n^{2}}^{*}}을 고려한다. 설정된 N의 n번째 잔여물 집합은 {\displaystyle \mathbf {Z} _{n}^{*}}과 동형화된 곱셈 부분군이다. N은 G에서 정규이고 인수 군 G/N은 잉여류 N, (1+n)N, (1+n)2N, ..., (1+n)n−1N이다. 페일리어 암호 체계는 n의 인수 분해법을 알지 못하면 G의 무작위 원소의 잉여류를 결정하기 어렵다는 추측에 기초한다.

## 특성
몫군 G/G는 자명성을 갖는 군과 동형이고 G/{e}는 G와 동형이다.
G/N의 위수와 정의상 원소들 간의 수는 N의 G의 지표인 |G : N|과 같다. G가 유한하면 해당 지표 또한 G의 위수를 N의 위수로 나눈 것과 같다. 집합 G/N은 유한할 수 있지만 G과 N은 모두 무한(예: Z/2Z)이다.
"자연적"인 전사 함수인 π : G → G/N에는 G의 각 원소 g를 g가 속한 N의 잉여류로 보내는 π(g) = gN의 집단 동형이 있다. 함수 π은 G와 G/N의 표준 투영이라고도 한다. 그것의 핵은 N이다.
N을 포함하는 G의 부분군과 G/N의 부분군은 객관적으로 대응한다. H가 N을 포함하는 G의 부분군이라면 G/N의 해당 부분군은 π(H)이다. 이러한 대응은 G와 G/N의 정규 부분군에 대해서도 유효하며 격자 정리에 공식화된다.
몫군의 몇 가지 중요한 특성은 동형 및 동형 이론에 대한 기본 정리에 기록된다. G가 아벨 군, 멱영군, 가해군, 순환군이거나 최종 생성된다면 G/N도 마찬가지이다.
H가 유한군 G의 부분군이고 H의 위수가 G의 차수의 1/2이면 H는 정규 부분군이므로 G/H가 존재하며 C2와 동형이다. 이 결과는 또한 "지표 2의 모든 부분군은 정상"으로 언급될 수 있으며 이러한 형식에서는 무한군에도 적용된다. 또한 p가 유한군 G의 위수를 나누는 가장 작은 소수이고 G/H가 순서 p를 갖는다면 H는 G의 정규 부분군이 되어야 한다.:120
G와 정규 부분군 N이 주어지면 G는 N에 의한 G/N의 군의 확대이다. 이러한 확대가 사소한 것인지 분할된 것인지 물어볼 수 있으며 다시 말해서 G가 N과 G/N의 군의 직접곱인지 반직접곱인지를 물을 수 있다. 이것은 확대 문제의 특별한 경우이다. 확대를 분할하지 않는 예는 다음과 같다. G = Z4 = {0, 1, 2, 3}이고 Z2와 동형인 N = {0, 2}로 하자. 그렇다면 G/N은 Z2와 동형이다. 그러나 Z2는 사소한 자기 동형 사상만 갖고 있기 때문에 N과 G/N의 반직접곱만이 직접곱이다. Z4는 Z2 × Z2와 다르기 때문에 우리는 G가 N과 G/N의 반직접곱이 아니라고 결론짓는다.

## 리 군의 몫
{\displaystyle G}가 리 군이고 {\displaystyle N}이 정규적이고 폐쇄적인 경우(단어의 대수적 의미보다는 위상적인 경우) {\displaystyle G}의 리 부분군이면, {\displaystyle G} / {\displaystyle N}도 리 군이다. 이 경우 원래 군 {\displaystyle G}은 기본 공간 {\displaystyle G} / {\displaystyle N}와 올 {\displaystyle N}을 가진 올다발(특히 주{\displaystyle N}다발) 구조를 갖는다. {\displaystyle G} / {\displaystyle N}의 치수는 {\displaystyle \mathrm {dim} \ G-\mathrm {dim} \ N}과 같다.
{\displaystyle N}이 닫히는 조건은 필수이다. 실제로 {\displaystyle N}이 닫히지 않는다면 몫 공간은 T1 공간이 아닌데 이는 열린 집합에 의해 항등원으로부터 분리될 수 없는 몫에는 잉여류가 있기 때문이다. 따라서 하우스도르프 공간이 아니다.
비정규 리 부분군 {\displaystyle N}의 경우, 왼쪽 잉여류 공간 {\displaystyle G} / {\displaystyle N}은 군이 아니라 G가 작용하는 매끄러운 다양체이다. 그러한 결과를 동차 공간이라고 한다.

## 같이 보기
- 군의 확대
- 완전열

## 참고 문헌
1. ↑  Otto, Hölder (1889년). “Zurückführung einer beliebigen algebraischen Gleichung auf eine Kette von Gleichungen (Zur Reduction der algebraischen Gleichungen)”. 《Mathematische Annalen》 (Georg-August-Universität Göttingen): 31.
2. ↑  Dummit, David S.; Foote, Richard M. (2003년), 《Abstract Algebra》 3판, New York: John Wiley and Sons, ISBN 978-0-471-43334-7, OCLC 248917264
3. ↑  John M. Lee, Introduction to Smooth Manifolds, Second Edition, theorem 21.17

- Herstein, I. N. (1975년), 《Topics in Algebra》 2판, New York: John Wiley and Sons, ISBN 0-471-02371-X